# Kalsang Yeshi
Kalsang Yeshi né à Lhassa en 1941 est un homme politique tibétain.

## Biographie
Il a quatre ans quand il rejoint le Kham où son père a été nommé Gyabon (capitaine). En 1949, il arrive à Chamdo après le remplacement de Lhalu Tsewang Dorje par Ngabo Ngawang Jigme et où il rencontre Robert W. Ford. À la suite de l'intervention militaire chinoise au Tibet en 1950, son père se prépare au combat quand Ngabo fait sauter l'arsenal militaire avant de prendre la fuite. Il doit battre en retraite. À la suite de l'accord de Ngabo avec les Chinois demandant la réédition des Tibétains, ils sont contraints de s'y plier, remettant armes, munitions et montures. Quand son père est arrêté et emprisonné quelques semaines avec d’autres officiers, il l'accompagne en prison.
Après leur libération, ils se réfugient près de Samdushung, région natale de sa mère puis partent pour Lhassa où ils arrivent en début d'été. Il poursuit ses études à l'école Nyarongsha, la plus grande école de Lhassa comportant plusieurs centaines d'élèves. Il y apprend l'écriture tibétaine et la calligraphie tibétaine. Il devient moine et rejoint, sur recommandation de Chunsang Rinpoché qui lui donne son nom, l'université Loseling de Drépung.
Après le soulèvement tibétain de 1959, il quitte le Tibet pour le Bhoutan, accompagnant sur la voie de l'exil Tarab Tulku Rinpoché. Il rejoint ensuite le camp de réfugiés de Buxa Duar en Inde.
En 1961, il prononce ses vœux de Gelong devant le 14e dalaï-lama.
En 1962, il est sélectionné pour devenir instituteur par le conseil des affaires religieuses de Dharamsala. Il suit à Kangra un programme dirigé par Zinmey Rinpoché, un lama de Ganden qui enseigne la grammaire, l'histoire et la poésie, tandis qu'une Canadienne, Judy Tethong, enseigne l'anglais et une méthode moderne d'enseignement, des bases de psychologie de l'enfant, de sciences et d'histoire. À l'issue de cette formation de 2 ans, il est affecté à Mussoorie en mars 1965 où Jigmé Taring et sa femme sont respectivement proviseur de la Tibétaine School fondée par le gouvernement indien et directrice de la Tibetan Homes Foundation. En 1967, il est affecté à Mainpat, un village pauvre du Madhya Pradesh.
Il rejoint ensuite l'institut central des hautes études tibétaines à Sarnath et obtient en 1972 son diplôme d'Acharya, équivalent du doctorat.
Il rendit ses vœux de moine et en 1973, il part pour New York et rencontre début 1974 sa future femme Kim Yeshi. Il est resté aux États-Unis jusqu'en 1979, y a étudié l'anglais, enseigné le tibétain l'Université de Pennsylvanie, ainsi Département de la religion à l'Université de Virginie à Charlottesville où il s'est installé 1977.
Il retourne en Inde en 1978 pour y revenir définitivement en 1979, et est élu député du Parlement tibétain en exil en tant que représentant de l'école gélugpa du bouddhisme tibétain et siège 3 ans pour la 7e Assemblée tibétaine.
En 1983, il devint secrétaire au ministère de la religion et de la culture avant d'en devenir ministre en 1989. Il fut premier ministre entre 1990 et 1991 et entre 1996 et 1997, année où il démissionna et devint directeur de l'Institut Norbulingka.
En 1985, Kalsang Yeshi a organisé le Festival de Monlam pour la première à Bodh Gaya, en collaboration avec l'initiation de Kalachakra. Plus de dix mille moines y ont assisté, parmi eux, plusieurs milliers en provenance du Tibet, dont la plupart ont choisi de rester en Inde, augmentant grandement les effectifs dans les principaux centres d'étude de Drepung, Sera et Ganden.
Kalsang Yeshi a organisé plusieurs conférences, en 1985, une conférence sur la culture tibétaine à Rikon, en Suisse, où de nombreux chercheurs de différentes universités à l'étranger ont présenté des exposés. Il a organisé des colloques réunissant le dalaï-lama, des lamas et des chercheurs des quatre écoles du bouddhisme et du Bonpo, la première en 1960 à Dharamsala, et la seconde à Varanasi, à l'automne 1988.
En tant que ministre de la religion et de la culture, il a tissé des liens avec des  institutions dans le monde, se rendant en Mongolie, en Bouriatie, et en Kalmoukie, renouant les liens qui existaient autrefois entre les Mongols et les Tibétains. À la suite de ces visites, les enseignants tibétains ont été envoyés dans ces régions, et les étudiants mongols sont venus en Inde pour étudier, dans les monastères et dans le centre médical tibétain à Dharamsala. Le dalaï-lama a effectué plusieurs visites, culminant avec l'initiation de Kalachakra à Oulan-Bator en 1995.